# Hermetia sexmaculata
Hermetia sexmaculata is een vliegensoort uit de familie van de Stratiomyidae. De wetenschappelijke naam van de soort is voor het eerst geldig gepubliceerd in 1834 door Macquart.